# Traktat graniczny między Chile i Argentyną (1881)
Traktat z Buenos Aires – umowa międzynarodowa zawarta między Chile a Argentyną 23 lipca 1881 r. w Buenos Aires dotycząca neutralizacji Cieśniny Magellana. Zgodnie z jej postanowieniami zagwarantowano swobodę żeglugi na Cieśninie Magellana "na wieczne czasy". W celu umocnienia postanowień traktatu zabroniono wznoszenia na brzegach cieśniny fortyfikacji i umocnień wojskowych. Traktat został zawieszony 10 grudnia 1941 roku, w związku z trwającą II wojną światową. Po zakończeniu wojny traktat znów zaczął obowiązywać.